# Jonathan Trumbull
Jonathan Trumbull (Lebanon, 12 de Outubro de 1710 – 17 de Agosto de 1785) (o nome original era Jonathan Trumble, sendo desconhecidas as razões para a mudança) foi um dos poucos que exerceram a governação de um estado norte-americano no período colonial e continuou a exercê-lo após as independência.

## Biografia
Era filho de Joseph Truble (1678-1755) e sua esposa, Hannah Higley. Graduou-se na Universidade Harvard em 1727; três anos depois de sua formatura (durante o período em que estudou teologia com o Rev. Solomon Williams na cidade natal, e tendo se licenciado pastor de Colchester), graduou-se em Mestre de Artes (Master of Arts). Tornou-se comerciante junto ao pai em 1731, participando ativamente dos negócios depois da morte de seu irmão, ocorrida no mar em 1732. Entre 1733-40 foi delegado na assembléia geral e, entre 1739-40, o Orador da Casa. Em 1739 foi nomeado para o lugar-tenente de coronel, na milícia de Connecticut.
Serviu como deputado-governante da Colônia de Connecticut de 1766-1769 e, com a morte do governador ocorrida em 1769, ocupou este cargo até 1784. Durante a Guerra da Independência dos Estados Unidos da América foi o único governador de uma colônia que apoiou o lado norte-americano.
Era amigo e conselheiro de George Washington durante os períodos de luta, dedicando os recursos de seu estado em favor da causa emancipacionista - sendo o único dos governadores que permaneceu no cargo durante as lutas.
Casou-se, em 9 de dezembro de 1735, com Faith Robinson (1718-1780), filha do Rev. John Robinson. Foram pais de seis filhos:
- Joseph Trumbull (1737-1778), primeiro comissário geral do Exército Continental
- Jonathan Trumbull Jr. (1740-1809), Governador do Connecticut 1798-1809
- Faith Trumbull (1743-1775), esposa do General Jedidiah Huntington
- Mary Trumbull (1745-1831), esposa de William Williams, um dos signatários da Declaração de Independência.
- David Trumbull (1751-1822), comissário colonial do Connecticut
- John Trumbull (1756-1843), o "Pintor da Independência Norte-Americana"

Tendo falecido em 1785, foi sepultado no Velho Cemitério, em sua cidade natal.

## Homenagens
Foi homenageado postumamente pela Universidade de Yale em 1775 e pela Universidade de Edinburgh, em 1787. O Trumbull College', em Yale é uma referência a ele, bem como a cidade de Trumbull, no Connecticut e o condado de Trumbull (Ohio), além de outras tantas honrarias memoriais.
Sua residência em Lebanon é parte do Patrimônio Histórico norte-americano, desde 1965.